# 後期製作

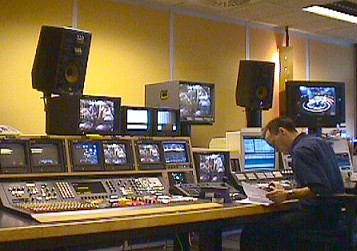
電影視頻剪輯室

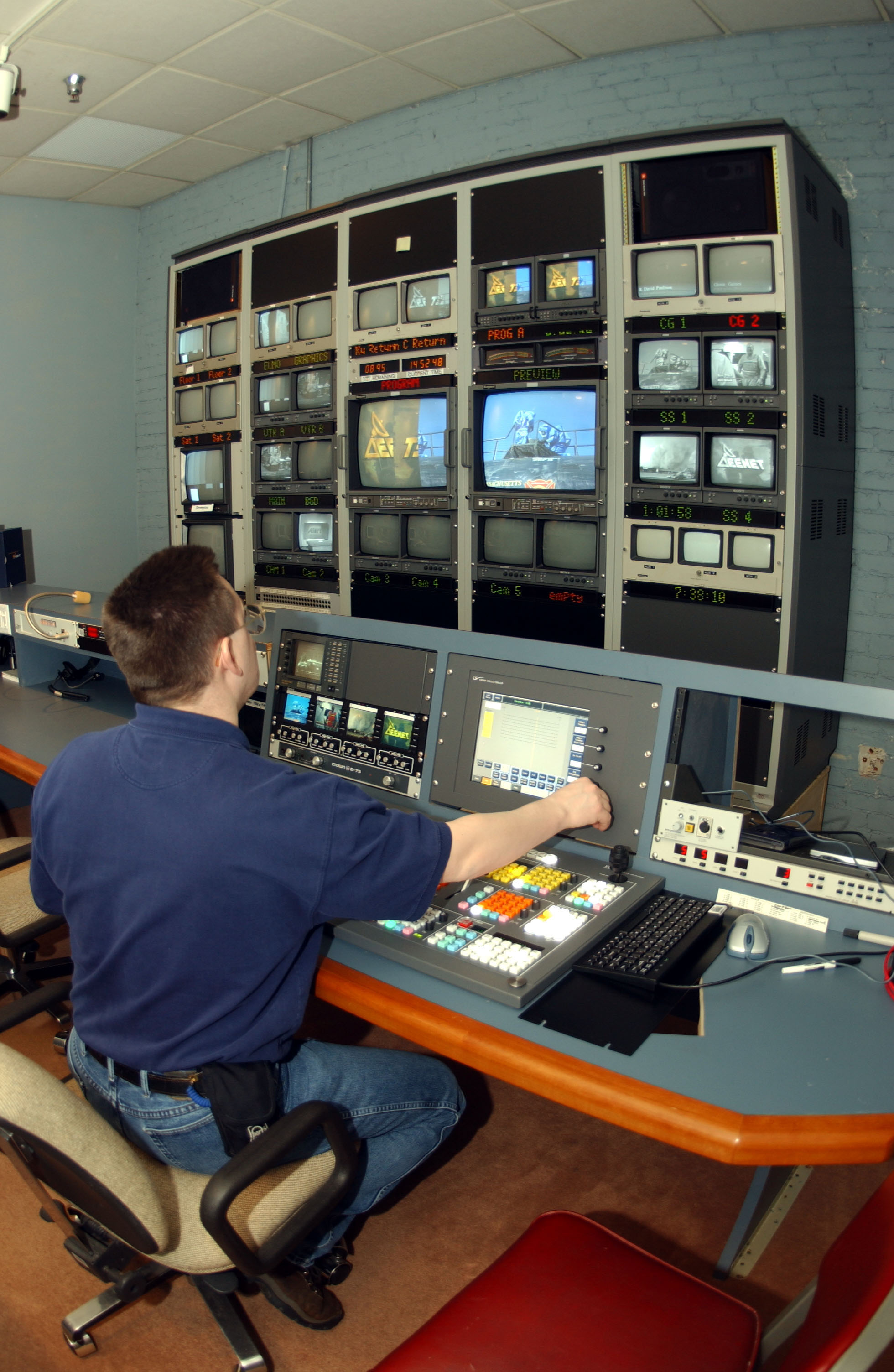
電視媒體後製中心

後期製作（英語：Post-production），簡稱後製，在多媒體編修裡是對於電影、電視節目及唱片等攝影、錄音完成後，影音材料處理作業的總稱。另外產品製程中，最後美化處理製作的所有過程也稱為「後製」，如3D列印模型印製後及照片的處理等。

## 後製作業
後製作業大致有以下數種：
- 視訊剪輯
- 音訊剪輯、混音
- 錄製旁白、增加配音或音效
- 合成VFX。
- 修正視訊／音訊（色校之類）
- 膠捲過帶（telecine，將底片轉變成電子訊號）
- 數碼多功能影音光碟（DVD）、藍光光碟（Blu-ray）等發行媒體的編製
- 鐳射影碟的評估版壓製
- 影音材料、母帶的複製、形式轉換

近年來最近有增加VFX及计算机图形学作業，使後製工程延長的趨勢。

## 外部連結
- 日本後期製作協会 （页面存档备份，存于）